# Alerte au sud
Alerte au sud (título italiano: Allarme a sud) é um filme de drama franco-italiano dirigido por Jean Devaivre, lançado em 1953. Ele é estrelado por Jean-Claude Pascal, Gianna Maria Canale e Erich von Stroheim. Sendo uma estória de aventura da Legião Estrangeira Francesa, foi parcialmente filmado no Marrocos, além de ser feito usando o processo Gevacolor. O filme foi produzido pela Les Films Neptune, Sirius.

## Sinopse
Jean e Serge, oficiais da Legião Estrangeira no sul do Marrocos, são testemunhas de fatos misteriosos sobre os quais a sua hierarquia pede que permaneçam confidenciais, relativos à experimentação de uma nova arma que permite destruir aviões em voo. Serge é morto durante sua investigação: Jean decide vingá-lo infiltrando-se na organização clandestina com sede em Marrakech, responsável pelo transmissor do "raio da morte".

## Elenco
Segue abaixo a tabela de elenco.
| Ator                | Personagem          | Detalhes                   |
| ------------------- | ------------------- | -------------------------- |
| Jean-Claude Pascal  | Jean Pasquier       |                            |
| Gianna Maria Canale | Nathalie Provence   | Dublagem de Claire Guibert |
| Erich von Stroheim  | Conrad Nagel        |                            |
| Jean Tissier        | Guillaume Provence  |                            |
| Albert Dinan        | Roland              |                            |
| Lia Amanda          | Michèle             |                            |
| Daniel Sorano       | Serge Depoigny      |                            |
| Thomy Bourdelle     | Berthier            |                            |
| Daniel Lecourtois   | O comandante        |                            |
| John Murat          | O coronel           |                            |
| Marcel Peres        | O general           |                            |
| Peter van Eyck      | Howard              |                            |
| Antoine Balpetre    | O juíz              |                            |
| Paulette Andrieux   | A pequena ruiva     |                            |
| Ricardo Francoeur   | O comissário        |                            |
| Dario Michaelis     | Aquele com cicatriz |                            |
| François Joux       |                     |                            |
| Marcel Portier      |                     |                            |